# Lise Rønne
Pour les articles homonymes, voir Rønne (homonymie).
Lise Rønne (née le 1er novembre 1978 à Viborg) est une journaliste et présentatrice de télévision danoise.

## Biographie
Lise Rønne est diplômée en sciences de l'information à l'université d'Aarhus.
Le 4 février 2014, il a été annoncé que le radiodiffuseur public danois Danmarks Radio lui confiait la présentation du Concours Eurovision de la chanson 2014 aux côtés de Nikolaj Koppel et Pilou Asbæk.

## Télévision
- 2003 : Rundfunk (TV 2) : Présentatrice
- 2003 : Zulu Bingo : Boogie-Lise (Elle-même)
- 2003 : Det store juleshow : Elle-même
- 2004 : Danish Music Awards 2004 : Présentatrice
- 2004 : Kongeligt Bryllup : Reporter
- 2004 : Bryllupsfeber - 3 dage i maj : Reporter
- 2005 : Ungefair (DR1) : Présentatrice
- 2006 : Dagens Danmark (DR1) : Présentatrice invitée
- 2008 : 2014 : Aftenshowet : Présentatrice
- 2008 : Danmarrks Indsamling 2008 : Présentatrice
- 2008 : aHA! : Elle-même
- 2008 : Joachim og Marie : Reporter
- 2008 : 2009 : X Factor (DR1) : Présentatrice (Saisons: 1-2, 4-6)
- 2008 : 2009 : Boogie (DR1) : Elle-même
- 2009 : Reimers : Elle-même
- 2011 : Dansk Melodi Grand Prix 2011 (DR1) : Présentatrice
- 2011 : Concours Eurovision de la chanson 2011 : Porte-parole
- 2012 : Zulu Awards '12 - Den røde løber : Elle-même
- 2012 : Her er dit liv : Présentatrice
- 2013 : Dansk Melodi Grand Prix 2013 (DR1) : Présentatrice
- 2014 : Concours Eurovision de la chanson 2014 : Présentatrice (avec Nikolaj Koppel et Pilou Asbæk)